# Topvar
Topvar – marka słowackiego piwa, produkowanego przez browar Topvar (Pivovar Topvar), będący obecnie częścią firmy SABMiller.
Browar założono w 1958, a pierwsze piwa spod znaku tej marki weszły na rynek w 1964. W 2006 browar kupiła firma SABMiller, w ramach której w 2007 dawną spółkę Topvar, a.s. połączono ze spółką Pivovar Šariš, a. s. w jedną Pivovary Topvar, a. s..
Produkcja piwa Topvar odbywała się w mieście Topolczany, jednak z końcem 2009 kierownictwo spółki ogłosiło przeniesienie jej do miejscowości Veľký Šariš (gdzie powstają piwa marki Šariš i Smädný mních). Produkcja w nowym miejscu rozpoczęła się w marcu 2010. Tereny zakładu w Topolczanach działają teraz jako centrum administracyjno-dystrybucyjne.
W grudniu 2016 roku browar został sprzedany japońskiej grupie piwowarskiej Asahi. Pełne przejęcie zakładu planowane jest na rok 2017.

## Aktualnie produkowane odmiany
- Topvar 12% svetlý ležiak – lager; laureat Srebrnej Korony Piwnej w roku 2010,
- Topvar 10% svetlé výčapné pivo – jasne piwo beczkowe dolnej fermentacji o gorzkawym smaku chmielu i aromatu słodowego,
- Topvar 11% tmavý výčapný ležiak – ciemny lager; laureat słowackiej Złotej Korony Piwnej (Zlatá pivná korunka) za rok 2009 i 2010,
- Topvarkofa – gazowany napój bezalkoholowy